# Acacia dependens
Acacia dependens é uma espécie de leguminosa do gênero Acacia, pertencente à família Fabaceae.